# Storia dell'Aragona

## Aragona pre-romana

### Celti e Germani
Durante l'età del bronzo l'Aragona restò al margine della più grande cultura peninsulare dell'epoca, quella dell'Argar, che, sviluppatasi nell'attuale Andalusia, riuscì a stento a lambire la valle dell'Ebro. La popolazione, raggruppata in piccoli villaggi o in grotte, era piuttosto scarsa e si concentrava nelle vallate, dove si dedicava all'agricoltura ed all'allevamento. Modeste le attività artigianali, tese a soddisfare i bisogni più immediati delle popolazioni presenti (armi soprattutto, e rudimentali utensili domestici). Fra le popolazioni pre-indoeuropee della parte pirenaica dell'Aragona possiamo considerare anche i lontanati antenati del popolo basco che iniziò ad acquisire caratteristiche etniche proprie solo nella seconda metà del I millennio a.C.
Sul finire del X secolo a.C. l'Aragona inizia ad accogliere le prime ondate indoeuropee provenienti dall'Europa centrale. Questi popoli, portatori della cultura dei campi di urne, praticavano il rito dell'incinerazione ed introdussero il ferro nella regione. Il bronzo continuò ad essere tuttavia, almeno fino alla metà del VII secolo a.C. il metallo in assoluto più utilizzato. Sull'origine di tali popolazioni non esiste accordo fra gli studiosi: l'opinione più accreditata è che si tratti di gruppi etnici prevalentemente di origine celta e, in minor misura, germanica. Questi ultimi si celtizzarono col tempo e, già attorno alla metà del I millennio, tale processo di integrazione poteva dirsi compiuto. L'ultima fra le grandi immigrazioni indoeuropee fu quella dei Galli belgi che attraversarono i Pirenei nella prima metà del VI secolo a.C. e che diedero il loro nome a molti toponimi aragonesi conservatisi fino ai nostri giorni: Rio Gallego, Gallur, Magallón ecc.
I Celti di Aragona ben poco differivano dai propri confratelli della meseta spagnola. Le varie tribù erano guidate da caste guerriere e traevano dalla pastorizia, più che dall'agricoltura, la principale fonte del proprio sostentamento. Talvolta si arruolavano anche, come mercenari, negli eserciti greci, fenici ed iberi. Vivevano in villaggi fortificati che eccezionalmente, e solo tardivamente (III secolo a.C.), assunsero delle connotazioni propriamente urbane (come nel caso di Numanzia). Frutto della secolare convivenza con gli Iberi, fu l'adozione dell'alfabeto di questo popolo da parte dei Celti d'Aragona, il quale continuò ad essere utilizzato anche nei primi secoli della dominazione romana (II e I secolo a.C.). A Botorrita, nella parte centrale della Regione, sono state rinvenuti fra il 1992 e il 1994 quattro bronzi, di cui tre con iscrizioni in lingua celta ed alfabeto iberico (un quarto è scritto in latino con caratteri latini) dei primi decenni del I secolo a.C. D'altra parte va detto che i Celti trasmisero agli Iberi, che originariamente inumavano i loro defunti, il rito della cremazione.

### Iberi

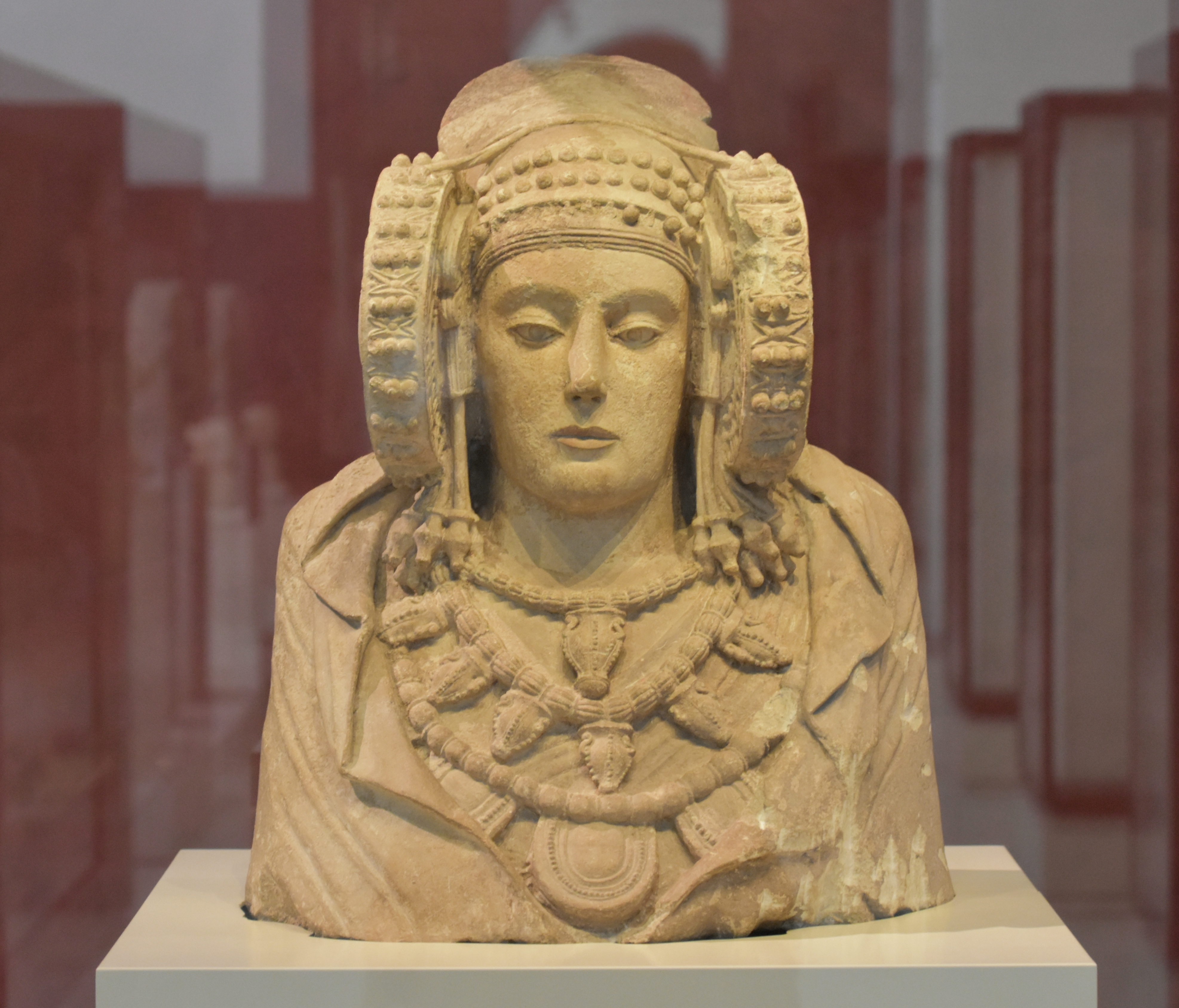
La "Dama d'Elche": capolavoro di arte iberica del V o IV secolo a.C.

Nel corso del V secolo a.C. iniziarono a penetrare in Aragona gli Iberi, popolo di incerta origine ma sicuramente non indoeuropeo e da tempo stabilitosi nel levante peninsulare (se non addirittura di origine autoctona). I primi territori della regione ad essere colonizzati furono quelli meridionali (Bajo Aragón). Gli Iberi stanziati in Aragona erano suddivisi in numerose tribù fra cui primeggiava, sotto il profilo numerico, quella degli Ilergeti. Vivevano in borghi fortificati che a partire dal IV secolo iniziarono a trasformarsi in vere e proprie città, fra cui Atanagrum, Osca e Burtina (Almudévar). Gli Iberi erano dediti all'agricoltura ed all'allevamento e raggiunsero un alto livello tecnico nella lavorazione del ferro e nella produzione di un artigianato spesso di qualità (ceramiche in particolare). Molti critici d'arte attribuiscono ad un artista ibero la celebre Dama d'Elche, capolavoro assoluto della statuaria pre-romana in terra hispanica.
Va sottolineato che il secolare contatto con le colonie fenicie e greche nel levante spagnolo ed in Andalusia aveva avuto un'influenza decisiva sulla cultura degli Iberi all'epoca in cui questa iniziò a diffondersi in Aragona (V secolo a.C.). Ricordiamo a questo proposito che la presenza stanziale dei Fenici (e successivamente dei Punici) nella penisola iberica è storicamente documentabile fin dall'VIII secolo a.C. (Gadir, Malaka, Adra, ecc.) e quella dei Greci dai primi decenni del VI secolo a.C. (Empuries). L'Aragona, regione senza sbocchi marittimi, non conobbe mai il fenomeno della colonizzazione da parte di questi evoluti popoli orientali. Gli Iberi quivi stanziati, tuttavia, continuarono ad intrattenere stretti rapporti commerciali con essi fino ad epoca romana. Ne fa fede la notevole quantità di reperti di procedenza ellenica o fenicia rinvenuti in terra Aragona.: anfore (zona di Calaceite), ceramiche (Azaila, Els Castellans ecc.), crateri (Azaila) ed altri oggetti ornamentali di vario tipo.

### Celtiberi e Baschi

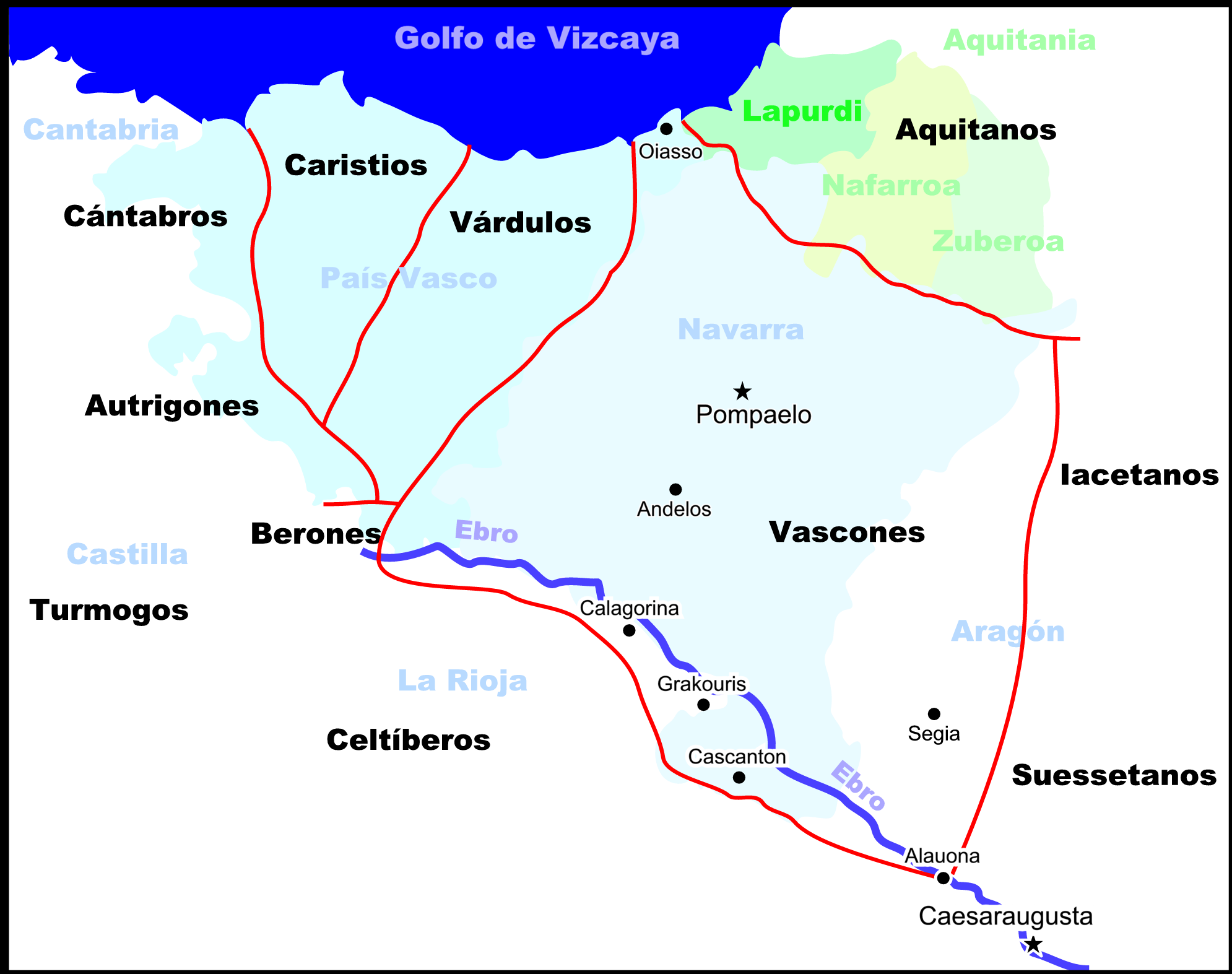
Le popolazioni basche nel I secolo a.C. Il loro territorio includeva all'epoca anche il centro di Segia e la sua sub-regione, oggi in Aragona

In questa, come in altre regioni di Spagna, si produssero, fra Celti, Iberi ed altre popolazioni pre-indoeuropee autoctone, delle forme di convivenza più o meno pacifica che diedero luogo, in talune zone ad un vero e proprio métissage razziale e culturale, in altre a dei conflitti locali per il controllo del territorio. In linea di massima possiamo dire che in Aragona i popoli iberi e quelli iberizzati prevalsero numericamente, riuscendo ad occupare tutta la parte sudorientale, centrale, centro-orientale e gran parte di quella settentrionale (Pirenei), oltre alla valle dell'Ebro e zone immediatamente adiacenti. I territori sud-occidentali ed occidentali, meno densamente popolati, restarono invece di etnia celta o celtibera, definizione, quest'ultima, in uso fin dall'antichità, e, al giorno d'oggi, comunemente adottata dagli storici. Va infine sottolineato che la maggior parte dell'Aragona pirenica occidentale era abitata, sia in epoca preromana che romana, dai Baschi, popolo cui abbiamo fatto precedentemente accenno ed il cui territorio di stanziamento aveva, in quei secoli, una estensione considerevolmente superiore all'attuale. La città pirenaica di Iacca tuttavia, pur trovandosi a ridosso della zona di popolamento basco, era di lingua, cultura e fondazione ibere.

## Aragona romana

### Conquista
Prima e durante la seconda guerra punica, solo parte dell'Aragona sudorientale entrò nella sfera di influenza cartaginese che si estese quasi senza eccezioni a tutto il litorale mediterraneo, dall'Andalusia alla Catalogna. Nel 206 a.C. i Punici, sconfitti dagli eserciti romani si ritirarono in Africa abbandonando l'Iberia al loro nemico storico. Roma penetrò attraverso la valle dell'Ebro in Aragona, riuscendo a controllare in vario modo la parte centrale della regione. Le più importanti tribù ibere (Ilergeti, Suessetani e Sedetani) e celtibere della zona, si rivoltarono contro Roma e le sue legioni, che furono costrette a ripiegare. Le incertezze e la mancanza di nerbo di L. Lentulo (che condivideva il comando con L. Manlio Acidinio), non piacquero al senato romano che, nel 195 a.C., pensò di inviare sul posto un forte esercito guidato da una personalità d'eccezione: il pretore, poi console, Marco Porcio Catone.
Marco Porcio Catone fu il vero conquistatore dell'Aragona. Latino di Tusculum, fiero delle proprie origini plebee e contadine, era dotato di una personalità carismatica che anche i suoi nemici più acerrimi gli riconoscevano. Condottiero sagace, sommo uomo politico, Marco Porcio Catone restò per un anno circa nella penisola iberica, passato in gran parte lottando contro le tribù ibere e celtibere della regione, gente nobile e fiera che impegnò gli eserciti romani in una lunga serie di scontri e guerre locali. La presa della cittadina di Iacca (195 a.C.) importante piazzaforte ibera, nei Pirenei aragonesi, unita alle straordinarie capacità diplomatiche di Catone e ad una sua fortunata campagna contro i celtiberi della valle del fiume Jalón (Aragona sud occidentale), permisero a Roma di estendere il proprio dominio su tutta l'Aragona settentrionale e centrale ed a parte di quella meridionale. La conquista di quest'ultima fu completata da L. Manlio Acidinio nel 187 a.C. L'Aragona tutta poteva ormai considerarsi romana.
Va a questo proposito ricordata la sanguinosa sollevazione dei celtiberi che, conosciuta anche come I guerra celtibera, ebbe inizio nel 181 a.C. e coinvolse anche le terre appena conquistate delle valli del Jalón e del Jiloca (Aragona meridionale). Tale sollevazione si saldò con quella degli Iberi Suesetani del nord dell'Ebro (Aragona centro-occidentale), repressa dal pretore Terenzio Varrone il quale espugnò e distrusse la città di Corbio, di incerta ubicazione. La I guerra celtibera, cui abbiamo fatto precedentemente accenno, fu invece domata da Fulvio Flacco e da Tiberio Sempronio Gracco. Quest'ultimo riportò definitivamente l'ordine nella regione dopo aver posto termine alla fierissima resistenza dei Celtiberi nella zona del massiccio del Moncayo (179 a.C.), a cavallo fra Aragona e Castiglia, ed aver assicurato a questo popolo onorevoli condizioni di pace.

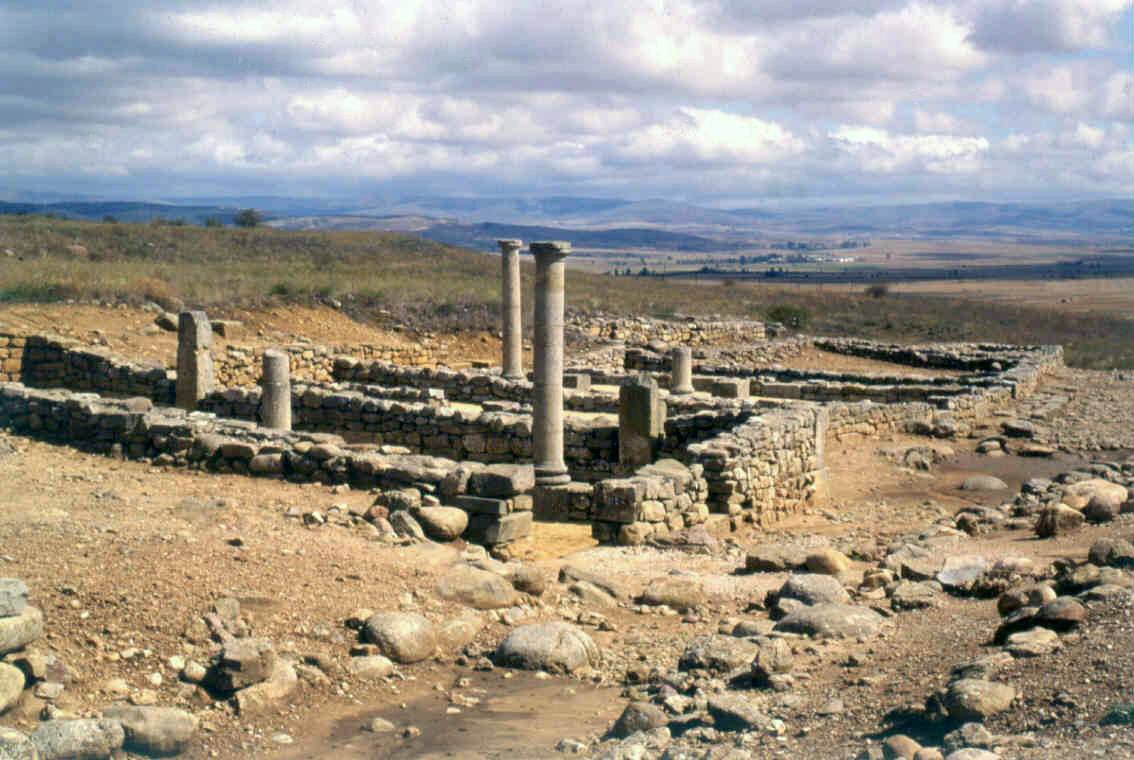
Rovine di Numanzia, ultima roccaforte celtibera ad essere conquistata dai Romani.

Nuove ribellioni funesteranno, a partire dalla metà del II secolo a.C. la zona celtibera coinvolgendo nuovamente l'Aragona sud occidentale (in particolare le valli del Jalon e Jiloca). Particolarmente cruenta sarà la sollevazione del capo celtibero Olonico (144 a.C.), che, alleatosi con Viriato, tenne impegnate durante anni ingenti forze romane (pari ad oltre cinquantamila uomini) e che fu domata da Q. Cecilio Metello a prezzo di considerevoli perdite. Ricordiamo infine che l'ultimo atto delle ribellioni celtibere avvenne con la presa e la distruzione di Numanzia (133 a.C.), città entrata nella leggenda per la strenua resistenza opposta dai suoi abitanti all'invasore romano. La località era situata nell'attuale provincia di Soria, in Castiglia, ma a breve distanza dalla frontiera aragonese.

### Romanizzazione
Durante la seconda guerra punica, ed in particolare a partire dal 206 a.C., le popolazioni ibere e celtibere d'Aragona entrarono in contatto diretto con i legionari romani, i cui accampamenti erano molto spesso situati in prossimità dei centri abitati. Questi fornivano agli eserciti di Roma derrate alimentari, utensili vari, prodotti tessili ed altri generi di prima necessità. I rapporti fra legionari e popolazioni autoctone, non solo non si interruppero ma si intensificarono nei decenni successivi: l'Aragona fu infatti teatro di numerosi conflitti e fu in vario modo coinvolta anche nelle tre sanguinose guerre contro i celtiberi della meseta che ebbero termine solo nel 133 a.C., con la distruzione della città di Numanzia.
In quegli anni molti Iberi iniziarono ad arruolarsi, come mercenari, negli eserciti romani e a farsi apprezzare per le proprie doti di coraggio, resistenza e frugalità. Nel primo decennio del secolo successivo un manipolo di cavalieri reclutati nei pressi di Sadubia, in Aragona, si coprì di gloria nella guerra sociale. A trenta di essi venne concessa la cittadinanza romana e ancor oggi, ad Ascoli Piceno, si può ammirare il bronzo commemorativo su cui vennero incisi i nomi di quei valorosi.
Iberi e Celtiberi d'Aragona costituirono anche il nerbo dell'esercito approntato dall'ex-tribuno militare Sertorio attorno all'80 a.C. in funzione antisillana prima ed antipompeiana poi. Il grande politico e condottiero umbro-sabino volle costituire ad Osca, la città dell'Aragona centro-settentrionale che fungeva da suo quartier generale, una grande scuola per l'insegnamento del latino. Tale scuola era frequentatissima da giovani che volevano entrare a far parte dell'amministrazione romana e del senato locale, costituito non solo da Romani, ma, secondo i voleri di Sertorio, anche dagli appartenenti alle famiglie ibere e celtibere più in vista. Un paio di decenni più tardi il grande Cesare chiamò attorno a sé il fior fiore della gioventù romana durante l'assedio di Ilerda. Alcuni di questi legionari sarebbero andati a popolare la prima colonia di diritto romano in Aragona: Lèpida (45 a.C.). E furono proprio le prime colonie, unitamente ai municipi di origine ibera celtibera che si andarono sviluppando sul modello di quelle con l'apporto anche dei veterani latini ed italici, che la romanizzazione della regione ricevette un ulteriore e decisivo impulso. La spina dorsale del mondo romano, il nucleo organizzatore dei vasti spazi d'Europa, d'Asia e d'Africa, i quali si riconoscevano nel sacro nome di Roma e prosperavano all'ombra della sua aquila, era infatti la città.
E fu proprio in quegli anni che iniziò quel processo di condivisione di comuni valori che la civiltà romana aveva elaborato nella sua storia secolare e che le genti di Aragona trovarono così congeniali al proprio spirito fiero, leale ed austero. Fu proprio in quegli ultimi decenni di libertà repubblicana che iniziò a farsi strada negli animi dei giovani di quell'angolo dell'Hispania romana l'adesione ad un progetto collettivo di civiltà e di conquiste sociali e spirituali, prima ancora che materiali, le quali avrebbero per sempre marchiato i futuri destini della loro terra e d'Europa.

### Organizzazione territoriale e amministrativa

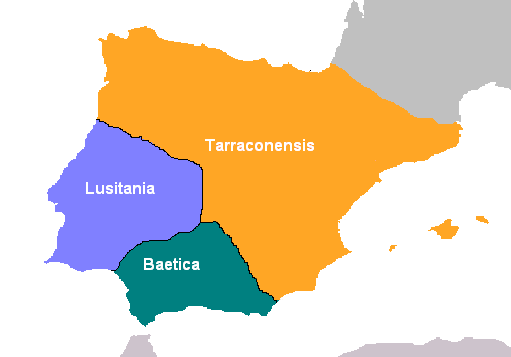
Hispania dopo la divisione provinciale romana del 27 a.C.

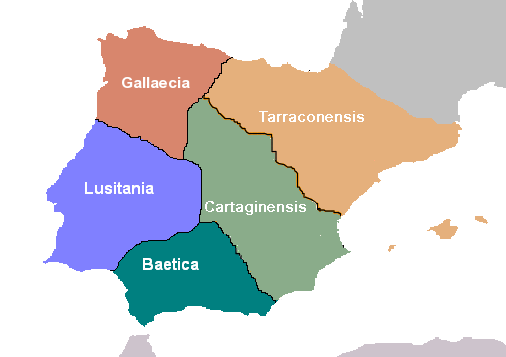
Hispania dopo la divisione provinciale di Diocleziano

Ancor prima che l'Aragona fosse occupata nella sua totalità (187 a.C.), ebbe luogo la sua assegnazione ad una delle due parti in cui l'Hispania romana venne allora suddivisa: e cioè la Citerior. Questa, denominata in tal modo perché più prossima a Roma era situata a nord della città di Carthago Nova mentre la Ulterior si estendeva a sud di questa città. In epoca augustea la Hispania Citerior (con l'Aragona), estesasi ormai fino all'Atlantico e divenuta nel frattempo provincia imperiale, iniziò ad essere designata con il nome di Tarraconensis, dal nome della città di Tarraco, che svolgeva le funzioni di suo massimo centro politico e amministrativo.
Negli stessi anni Augusto divise la Provincia in sette distretti territoriali chiamati conventi aventi finalità di carattere squisitamente burocratico ed amministrativo. Caesaraugusta venne prescelta come sede del più vasto fra questi conventi, comprendente, oltre all'attuale Aragona, anche parte della futura Catalogna occidentale (la zona di Ilerda e dell'attuale Navarra). A partire dall'età dioclezianea e fino alla caduta dell'Impero romano d'Occidente, l'Aragona venne incorporata, insieme alla Provincia Tarraconensis (di cui continuava ancora a far parte), nella Diocesi di Hispania. Tale diocesi comprendeva, oltre alle province iberiche, che, dopo alcune suddivisioni a spese della Tarraconensis, erano salite a cinque, anche la Mauretania Tingitana, in Africa.

### Vita urbana
In Aragona la conquista romana si tradusse, fin dal I secolo a.C., nello sviluppo delle vecchie borgate ibere (Iacca, Osca, Azaila ecc.) o celtibere (Bilbilis), alcune delle quali assunsero delle dimensioni ragguardevoli, o nella fondazione di nuovi centri urbani, primo fra tutti, in ordine cronologico, la Colonia Lepida, voluta da Giulio Cesare attorno alla metà di quello stesso secolo. Nel 24 a.C. venne fondata da Augusto (a breve distanza dal centro iberico di Sadubia), Caesaraugusta, destinata a divenire, nei secoli successivi, la massima agglomerazione urbana della Regione. Fra le vecchie città ibere conobbe un eccezionale sviluppo Osca, che per lungo tempo svolse anche importanti funzioni amministrative, mentre fra le celtibere Bilbilis, patria del grande Marziale. Arcobriga, in Aragona sudoccidentale, e Turiasum, in quella centrooccidentale, furono altri due importanti nuclei urbani che rivaleggiarono, in epoca imperiale, con le più importanti città della regione.
I centri abitati aragonesi generalmente ricalcano lo schema di tante altre città romane del tempo, nei monumenti, negli edifici pubblici, nelle infrastrutture, fra le quali si imponeva un ottimo sistema viario. Cuore pulsante della vita cittadina era, quasi senza eccezioni, il foro, attorno al quale venivano eretti gli edifici pubblici più rappresentativi. Tutti i centri abitati, anche i più modesti, erano dotati di un buon approvvigionamento idrico. Le città più importanti erano provviste di numerose fontane e di strutture termali. Bibilis e Caesaraugusta possedevano anche teatri della capacità di circa cinquemila o seimila spettatori.

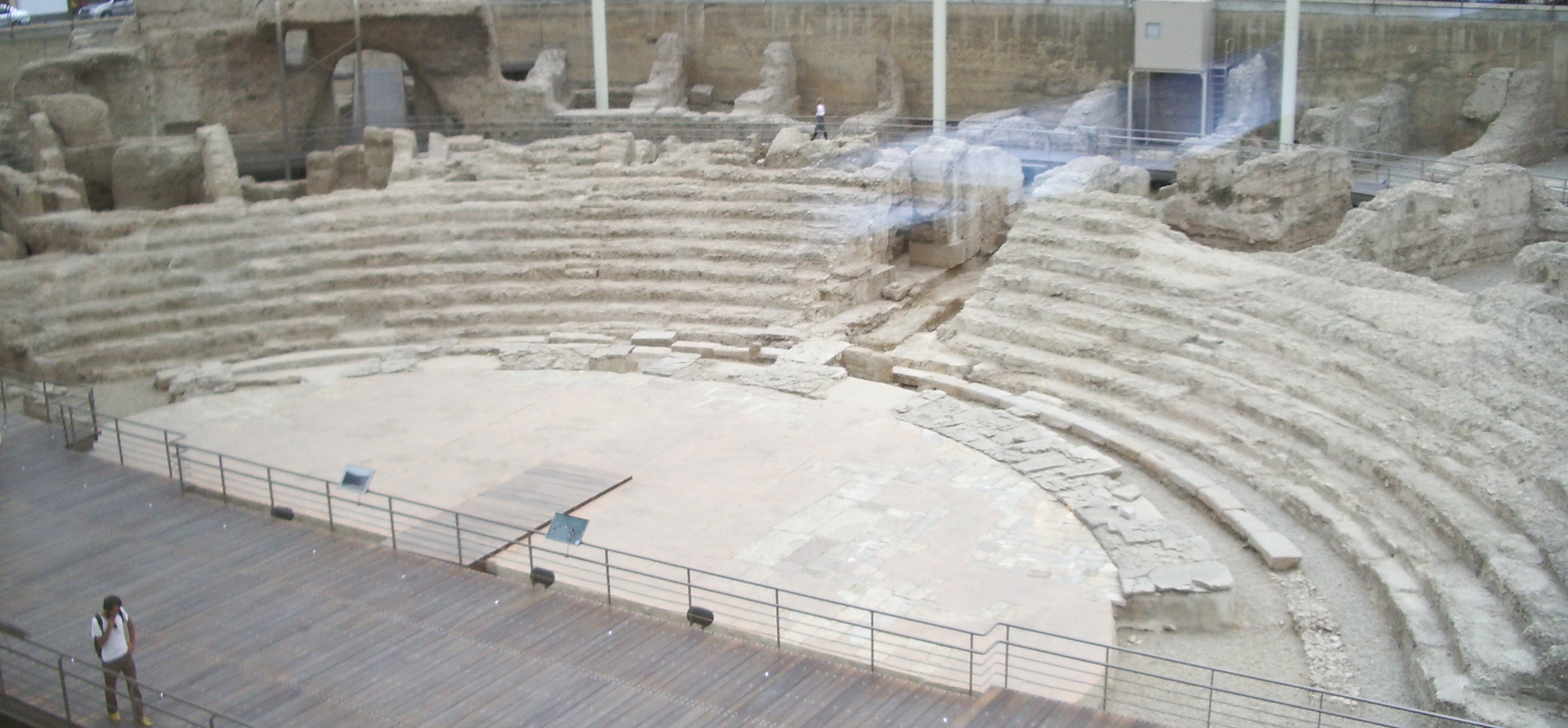
Teatro Romano di Caesaraugusta, edificato nel I secolo

Fra i luoghi di culto è necessario segnalare la presenza di numerosi templi sparsi in tutto il territorio aragonese: quello di Azaila, fra i primi ad essere edificato, e dedicato con ogni probabilità a Giunone, risale alla prima metà del I secolo a.C. La prosperità di molte famiglie hispano-romane di possidenti terrieri si rifletté anche nella costruzione di monumenti commemorativi, soprattutto mausolei. A Sádaba, nell'Aragona nordoccidentale, si possono ancora ammirare i resti del fastoso mausoleo degli Attilii celebre famiglia hispano-romana che raggiunse il suo apogeo nel II secolo, epoca in cui venne edificato il monumento.

### Vie di comunicazione
La prima strada costruita in Aragona dai legionari romani, anche con l'apporto di manodopera reclutata localmente, fu quella che congiungeva Ilerda con Celsa ultimata negli ultimi decenni del II secolo a.C. Successivamente, questa importante via di comunicazione avrebbe raggiunto ad oriente Tarraco, sulla costa catalana e capitale prima della Hispania citerior poi della Tarraconensis, ed a sud Azaila, centro strategicamente importante per il controllo dell'Aragona meridionale (Bajo Aragón).
Ancor prima di essere fondata, Caesaraugusta già costituiva un punto di passaggio importante delle vie che portavano a sud-ovest, nei paesi celtiberi della meseta, ed a nord-ovest, nell'alta valle dell'Ebro. A nord est Caesaraugusta fu collegata, pochi decenni dopo la sua fondazione, con Osca, Tolous e Mendiculeia mentre verso settentrione, alla Gallia sudoccidentale attraverso il passo del Somport, non prima di aver attraversato l'importante piazzaforte militare di Iacca. Da quest'ultimo centro si diramava un tramo importante che, costeggiando le falde meridionali dei Pirenei, raggiungeva e superava l'attuale Pamplona.
Era questa, un'impressionante rete viaria che attraverso numerosi ponti e viadotti copriva la maggior parte del territorio aragonese. Le strade, di un'ampiezza generalmente compresa fra i quattro metri ed i quattro metri e mezzo, erano sottoposte ad una manutenzione periodica che le rendeva praticabili in ogni epoca dell'anno. Una rete viaria di questo tipo permise ai romani non solo il consolidamento delle conquiste realizzate, ma anche lo sfruttamento razionale delle risorse umane e naturali della regione, la facilità nei trasporti di persone e mercanzie, e, in ultima analisi, lo sviluppo economico di quelle terre. Tale sviluppo accelerò sicuramente, soprattutto in tarda età repubblicana e nei primi secoli dell'età imperiale, il processo di graduale romanizzazione dell'Aragona.

## Economia e moneta
La popolazione aragonese di epoca romana traeva dall'attività agropecuaria la fonte principale del proprio sostentamento. Fra i cereali il frumento occupava un'importanza particolare, mentre la vite e l'olivo, probabilmente già conosciuti precedentemente, iniziarono ad essere coltivati su larga scala solo in epoca romana. Ovini e caprini erano diffusi in tutta la regione, così come suini ed equini. Sembra che i bovini rivestissero invece un'importanza economica minore. La caccia costituiva una risorsa tutt'altro che trascurabile: in Aragona erano, e sono tuttora numerosi, cinghiali e lepri.
Fra le attività secondarie vanno segnalate quelle connesse alla lavorazione dei metalli ed in primo luogo del ferro del Moncayo. Le manifatture artigianali erano diffuse in molti centri principali e secondari; ceramiche di buona fattura venivano ad esempio prodotte in un importante centro come Caesaraugusta, ma anche in piccole comunità come Botorrita e Osicerda.
Notevole importanza rivestivano gli scambi commerciali, sia interprovinciali (L'Aragona faceva parte, come si è già detto, della Tarraconensis), che con altre realtà umane ed economiche del mondo romano. Durante tutta l'età repubblicana gran parte del movimento commerciale avveniva con l'Italia che esportava in Aragona prodotti artistici di vario tipo, capi d'abbigliamento, manufatti di lusso e importava vino e soprattutto olio. A partire dal I secolo, la Gallia e l'Africa romana, che nel frattempo avevano conosciuto uno sviluppo economico molto sostenuto, si affiancarono come mercati a quello italico (ceramiche di produzione gallica o africana sono state rinvenute in molti centri aragonesi).
Il territorio aragonese contava con due zecche importanti, Caesaraugusta e Bilbilis, ed altre di minore importanza (fra cui Osca e Turiasum). In queste due ultime zecche (ma secondo altri a Celsa), sembra venissero coniate le prime monete aragonesi in tarda età repubblicana: le quantità emesse erano però modeste e la qualità non eccezionale. Tori, cavalieri e teste di guerrieri erano i motivi più ricorrenti. Durante l'età augustea, e nel secolo immediatamente successivo, di pari passo con l'espansione dei commerci, si assistette a un vigoroso sviluppo della coniazione e della circolazione monetaria in tutta la regione testimoniato dalla grande quantità di materiale numismatico del periodo rinvenuto in molte zone d'Aragona.

## Cultura

### Arte
Nella seconda metà del Novecento sono venute alla luce una gran quantità di pitture, mosaici, statue ed altre creazioni appartenenti alle cosiddette arti minori, che hanno considerevolmente ampliato le nostre conoscenze sulla civiltà artistica dell'Aragona in epoca romana. Per quanto riguarda la pittura, ebbe particolare importanza l'affresco che inizialmente (I secolo a.C.) seguì i modelli campani e più in generale etrusco-italici caratterizzati da un marcato realismo per poi, nei primi due secoli dell'età imperiale, confluire in quelle forme di eclettismo cosmopolita influenzate dal naturalismo ellenistico-romano e dall'arte orientale.
Gli affreschi di Azaila (prima metà del I secolo a.C.) sono indicativi della fase campana ed etrusco-italica mentre Le Fatiche di Ercole, rinvenute nella Colonia Lèpida (databili negli ultimi decenni del I secolo a.C. e nei primi decenni di quello successivo) rappresentano un punto di passaggio fra l'uno e l'altro periodo. A questi stessi anni si fanno risalire anche i ritrovamenti di Caesaraugusta e Bilblis. Un'arte pienamente inserita in quell'eclettismo cui facevamo precedentemente accenno ispira invece la Casa dei delfini (seconda metà del I secolo), sempre realizzata nella Colonia Lepida, che nel frattempo, come abbiamo già avuto modo di rilevare, aveva recuperato nuovamente il suo nome preromano: Celsa.
Numerosi sono i rinvenimenti relativi ai mosaici aragonesi di età imperiale, venuti alla luce un po' ovunque, anche in centri minori come Utebo, Artieda o Albalate de Cinca. Su tutti primeggiano però, per l'alto livello artistico raggiunto, quelli di Caesaraugusta e di Celsa. In quest'ultimo centro sono stati rinvenuti mosaici di particolare pregio con motivi sia geometrici che figurati, sia policromi che in bianco e nero tutti databili fra il I secolo a.C. ed il I secolo della nostra era. Del IV secolo è forse il capolavoro assoluto dell'arte musiva aragonese: l'Orfeo, in cui è evidente il superamento del naturalismo ellenistico-romano ed il passaggio a forme di espressionismo, tipiche della tarda antichità, così magistralmente studiate da G. Rodenwaldt. Sempre da Caesaraugusta procede uno splendido Trionfo di Bacco ed un'originale composizione musiva geometrica conservata in Santa Engracia.
Non abbondanti sono i reperti scultorei della regione. Ad Azaila è stata rinvenuta una statua di Q. Junius Hispanicus, in bronzo, probabilmente del I secolo a.C.; a Calatayud un busto di Tiberio (I secolo); a Tarazona una statua di Diana, mutilata, della stessa epoca. Parti di statue sono emerse nel corso del Novecento in vari centri della Regione (Saragozza, Huesca, Celsa, ecc.). In discreto Stato di conservazione è un sarcofago trovato a S. Pedro (Huesca), con bassorilievi rappresentanti oltre al defunto, Nettuno ed Anfitrite (IV secolo).
Fra le arti cosiddette minori merita una speciale menzione la oreficeria (fra cui il celebre orecchino d'oro rinvenuto a Lécera) e la produzione di monili bronzei, fibule in particolare, talvolta di ottima fattura. Ceramiche di alto livello qualitativo furono fabbricate nell'odierna Rubielos de Mora. Queste non riuscirono però a soddisfare interamente la domanda locale che si rivolse anche ai mercati extrahispanici: fino ad epoca augustea quasi esclusivamente Italici (Puteoli, Aretium), e, successivamente, anche Galli (Narbona, Massalia ecc.) ed Africani (Carthago).

### Lettere

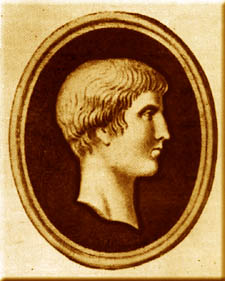
Marco Valerio Marziale

Sotto il profilo linguistico gli idiomi autoctoni aragonesi decaddero irrimediabilmente fin dai primi decenni della conquista romana: attorno alla seconda metà del I secolo solo il basco era ancora parlato in alcune valli pirenaiche. Le iscrizioni in ibero o celtibero, ancora presenti nel I secolo a.C., almeno a giudicare dal materiale in nostro possesso, cedettero il posto gradualmente, ma irreversibilmente, al latino, fin da epoca augustea.
Il I secolo vide anche nascere in una tranquilla e fiorente cittadina aragonese, Bilbilis, uno dei più grandi geni delle lettere latine di ogni tempo: il poeta Marco Valerio Marziale (40 circa - 105 circa) che, trasferitosi in gioventù a Roma, si impose come uno dei massimi poeti satirici del suo tempo, lasciandoci oltre millecinquecento epigrammi, cui è per intero affidata la sua meritata fama. Osservatore acuto e mordace, spontaneo e privo di pretese intellettualistiche, seppe sublimare nelle sue raffinate composizioni storiche la realtà quotidiana della Roma del tempo, fatta di usurai, ladri, prostitute, emarginati ed aristocratici corrotti. Talora però il grande poeta si lasciava prender da una sottile malinconia per la patria lontana, che traspare da molti suoi versi. Alcuni anni prima di morire volle tornare nella sua terra d'origine ma quivi iniziò a provare un'acuta nostalgia per Roma: la realtà provinciale della sua città natale doveva apparirgli
eccessivamente angusta.

### Diffusione del cristianesimo
Il cristianesimo si diffuse in Aragona relativamente tardi: con ogni probabilità a cavallo fra il III ed il IV secolo, a giudicare almeno dalle notizie in nostro possesso. Il primo chiaro riferimento ad una personalità ecclesiastica locale porta la data del 306, quando il vescovo Valerio di Caesaraugusta si recò ad Elbira per una riunione. Valerio fu anche vittima, in quegli anni, della grande persecuzione scatenata da Diocleziano che lo costrinse ad esiliarsi al di fuori della Provincia. Nel 314 altri due rappresentanti della comunità cristiana di Caesaraugusta, Clemenzio e Rufino parteciparono al concilio di Arles, mentre a quello di Serdica (343), nella Dacia Mediterranea, era presente anche un vescovo di Caesaraugusta.
Nella seconda metà del IV secolo la cristianizzazione della Regione procedette comunque speditamente: nel 380, venne convocato un concilio a Caesaraugusta, che interessava tutta la Diocesi hispanica. Senza la presenza di una numerosa comunità cristiana sul luogo non sarebbe stato neppure pensabile organizzare un avvenimento di tale importanza in città. Sono di questo periodo, olteretutto, i resti di alcuni mausolei cristiani ritrovati in zona. È pertanto ipotizzabile che, al momento delle grandi invasioni barbariche del V secolo, la maggior parte della popolazione aragonese professasse la religione cristiana.

## Regno dei Visigoti

### Una Conquista incruenta
Nella Diocesi Hispanica le invasioni barbariche propriamente dette ebbero inizio nel 409, con l'entrata nella penisola, attraverso i Pirenei Occidentali, di Svevi, Alani e Vandali. L'Aragona tuttavia restò al margine di tali movimenti di popolazione, come quasi tutta la Tarraconensis. L'ampia azione di polizia effettuata a partire dal 416 circa dai Visigoti di Vallia in nome dell'Imperatore d'Occidente Onorio contro gli altri barbari presenti sul territorio, e successivamente, le prime conquiste permanenti effettuate da questo popolo attorno alla metà del V secolo, non coinvolsero minimamente la regione. Questa era ancora amministrata da una classe dirigente ispano-romana allorquando l'imperatore Maggiorano riunì una potente flotta a Nova Carthago, in funzione anti-vandala (poi distrutta da Genserico). Tale operazione fu resa possibile solo grazie al saldo controllo che Roma esercitava ancora sull'Aragona e su tutto il Levante centro-settentrionale ispanico.

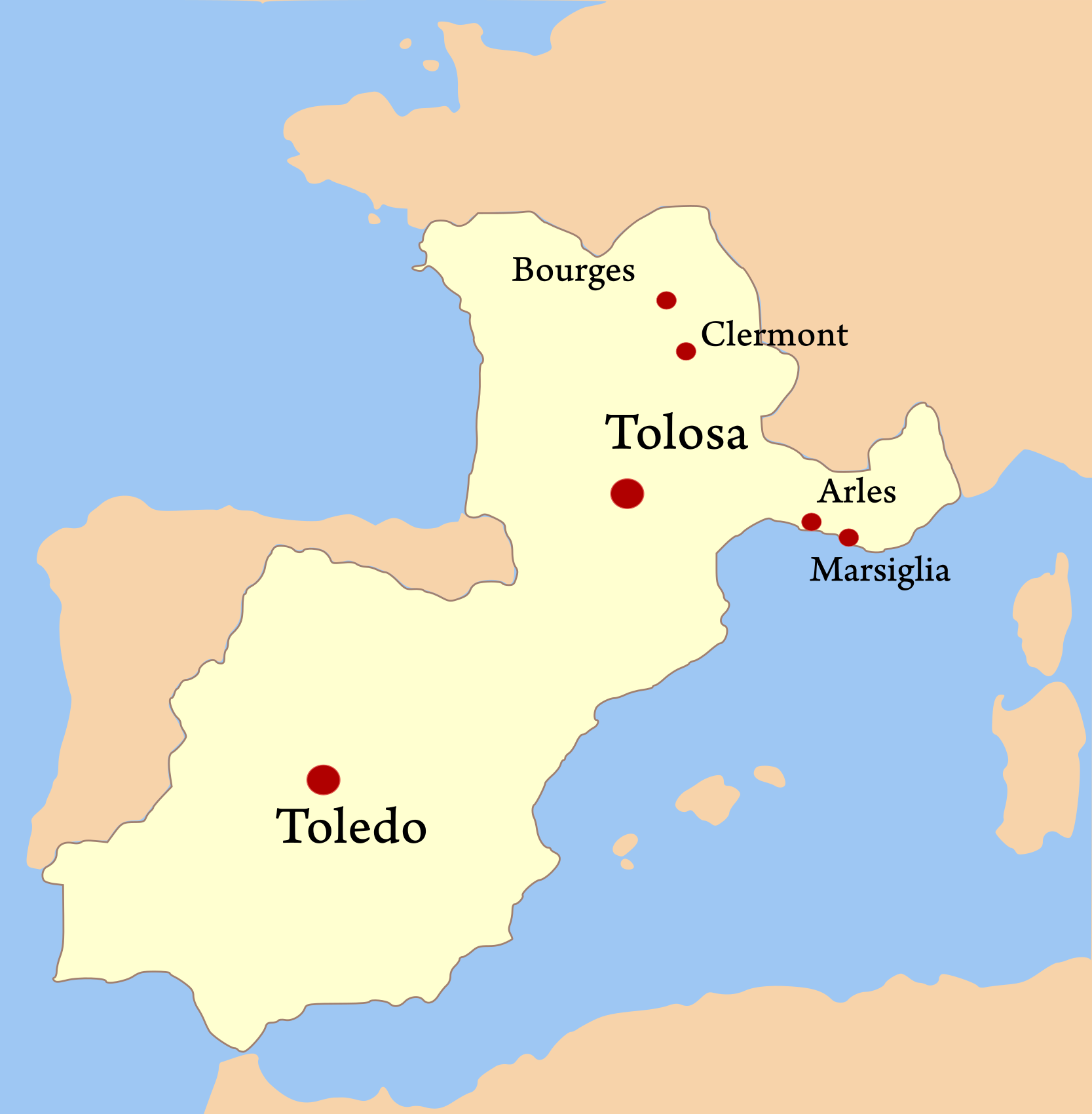
Il regno visigoto alla morte di Eurico (484)

La Tarraconensis, fu certamente l'ultima Provincia romana a cadere in mano barbara, e ciò avvenne non prima del regno del visigoto Eurico (466-484), che estese e consolidò i suoi domini dalla Loira fino all'Andalusia, imponendosi come il più potente sovrano delle Gallie e dell'Hispania del tempo. L'occupazione dell'attuale territorio aragonese (e della sua Provincia di appartenenza) ebbe luogo, infatti, solo negli anni settanta del V secolo in concomitanza con la caduta dell'Impero romano d'Occidente (476). Caesaraugusta e tutta la media valle dell'Ebro furono conquistate senza spargimento di sangue nel 472, l'Aragona meridionale qualche anno più tardi, (474-475) mentre solo attorno al 480 Eurico poté effettivamente annettere nei propri domini la parte più settentrionale della Regione. Dopo quasi sette secoli di dominazione ininterrotta, l'Aragona si separava definitivamente da Roma.
La conquista avvenne in forma generalmente pacifica, con l'unica eccezione di alcune valli del nord pirenaico abitate dai Baschi. L'Aristocrazia latifondista ispano-romana dell'attuale territorio aragonese e, più in generale, della Tarraconensis trovò più conveniente scendere a patti con Eurico, insediato con la sua corte nella vicina Tolosa e ritenuto dai più sovrano equo e tollerante, piuttosto che dar vita ad un movimento di resistenza da cui sarebbe senz'altro uscita perdente. Alla morte del monarca solo il Regno degli Svevi (parte della Lusitania e della Gallaecia) e la maggior parte dei territori abitati dai Cantabri e dai Baschi (Cantabria, Alta valle dell'Ebro e Pirenei occidentali) non riconoscevano, nella penisola iberica, la sovranità visigota.

### Romani e Goti
I primi stanziamenti visigoti in Aragona, e più in generale nella vecchia Hispania romana, avvennero solo nell'ultimo decennio del V secolo. Acquistarono tuttavia una certa consistenza solo agli inizi del secolo successivo, con l'espulsione dei Visigoti da quasi tutta la Gallia meridionale ad opera dei Franchi (507-508) eccettuata una stretta fascia costiera della Narbonensis  (la cosiddetta Septimania), fra i Pirenei ed il Rodano. Il baricentro del Regno dei visigoti venne in tal modo a spostarsi verso sud, nella penisola iberica, fino ad allora controllata da poche migliaia di uomini d'arme dislocati in alcune zone strategiche o particolarmente conflittive. La corte si trasferì dapprima in varie località della Septimania e della Catalogna (fra cui anche Barcino), poi, attorno alla metà del VI secolo, si installò definitivamente a Toletum, dove permase fino alla conquista araba (711-718)
Nel 554 la liberazione di parte dell'Hispania sud-occidentale da parte di un esercito romano-orientale nel quadro della politica giustinianea di riconquista degli ex province romane d'occidente non coinvolse l'Aragona, che restò in potere dei Visigoti. La regione non ebbe a soffrire neppure durante le due sanguinose guerre condotte da Leovigildo (569-586) contro i Suabi o Svevi che si combatterono nell'Hispania nord occidentale ed in Lusitania e che terminarono con il definitivo annientamento di questo popolo germanico (585) e l'annessione dei loro territori nello Stato visigoto.
La reale consistenza della popolazione visigota in Hispania viene generalmente calcolata dagli storici fra le centomila e le centocinquantamila unità su una popolazione non inferiore ai sette milioni di abitanti. La maggior parte delle necropoli germaniche del VI secolo venute alla luce (una sessantina) è dislocata nella meseta castigliana, e, in minor misura, in Andalusia ed in altre aree, ma nessuna in Aragona. La prima, ed unica, necropoli venuta alla luce nella Regione, è del VII secolo. L'Aragona, e più in generale la vecchia Tarraconensis fu, una delle zone meno germanizzate d'Hispania, e ciò risulta anche evidente dalla quasi totale assenza di chiese ed edifici pubblici di rilievo sul suo territorio durante tutta l'età visigota.

### Goti romanizzati
I due rami del popolo goto (Ostrogoti e Visigoti), furono, insieme ai Franchi, i barbari che si romanizzarono più intensamente e precocemente. Durante il regno di Leovigildo (567-586) fu abrogato il divieto di contrarre matrimoni misti fra hispano-romani e visigoti e nel 587, con il III concilio di Toledo, ebbe luogo la conversione della dinastia reale dall'arianesimo al Cattolicesimo. Tale conversione, solennemente ratificata con il III concilio di Toledo (589), fu immediatamente seguita, come avveniva all'epoca, da quella della grande maggioranza dei loro sudditi germanici. È di questo periodo anche il progressivo declino della lingua visigota che, del resto, non si era mai riuscita ad imporre né nell'amministrazione né in altri ambiti pubblici, sul latino.

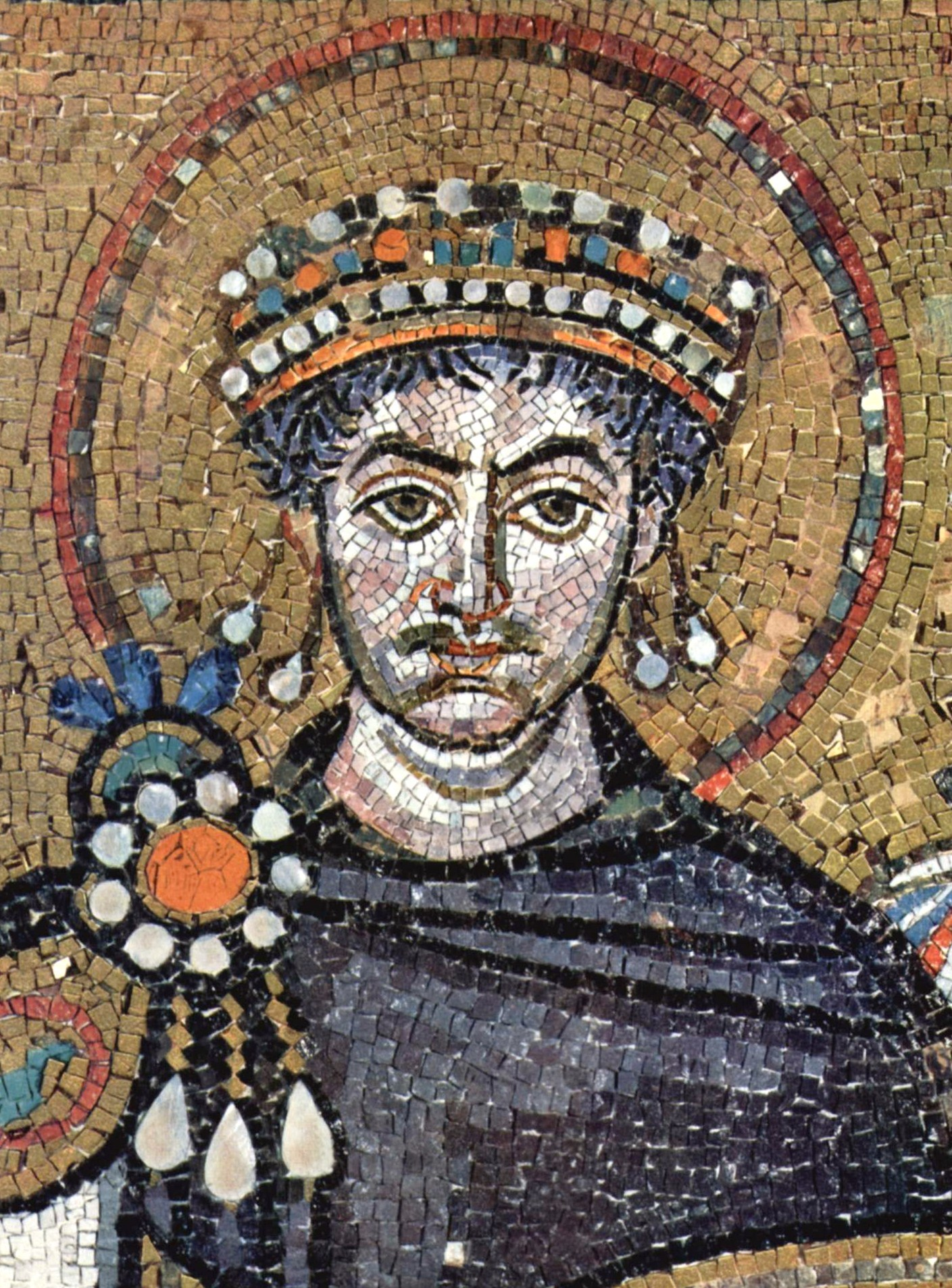
Ritratto di Giustiniano in mosaico della basilica di San Vitale

L'assorbimento dell'elemento germanico in quello ispano-romano, non fu tuttavia indolore: in molte zone scoppiarono insurrezioni acuite spesso dalla sostituzione, in Lusitania e Gallaecia, della vecchia classe dirigente svevo-germanica, già integratasi con quella autoctona, con una nuova classe germanico-visigota subentrata alla vecchia per diritto di conquista. Nelle zone limitrofe ai domini romano-orientali dell'Hispania, che si estendevano dal Guadalquivir fin allo Xucar, alle porte di Valencia, ed in particolare nei territori baetici restati in mano visigota, le agitazioni furono anche numerose, almeno fino al 587, anno della conversione del re visigoto Recaredo. Molti ispano-romani vedevano infatti nel grande Giustiniano, latino di lingua e sentimenti, e nei suoi successori, dei naturali protettori della religione cattolica e dei possibili alleati per limitare il potere dei propri sovrani. Questi, di origine germanica e professanti l'arianesimo, erano infatti percepiti ancora come semibarbari ed eretici.
In Aragona non si registrarono, o per lo meno non sono documentabili, agitazioni di tale tipo, data, come si è già accennato, la scarsissima presenza numerica visigota sul proprio territorio. L'alleanza fra la vecchia classe dirigente hispano-romana e quella germanica non venne infatti mai meno durante i due secoli e mezzo di dominazione visigota nella Regione: negli anni trenta del VI secolo, l'invasione dei Franchi di Chidilberto, che avevano conquistato con relativa facilità Pamplona e la Navarra, si infranse sotto le mura di Caesaraugusta; nel 580, Vincenzo, vescovo di Caesaraugusta e massima autorità religiosa in Aragona, con la sua politica di riavvicinamento all'elemento germanico della popolazione, culminata con la sua stessa adesione all'arianesimo, diede un forte impulso al clima di distensione fra i due popoli che si tradusse sei anni più tardi nella conversione al cattolicesimo del re Recaredo (587); nel 653 fu ancora Caesaraugusta a resistere impavidamente ad un poderoso esercito di ribelli visigoti e baschi, capeggiato dal nobile Froja, dando la possibilità al re Recesvindo di intervenire e soffocare la rivolta; nel 672 infine, l'Aragona tutta si rifiutò di seguire la Catalogna e la Septimania nella rivolta contro Vamba capeggiata dal duca Paolo, che, proclamatosi re, aveva raccolto un numeroso esercito formato da Franchi, Goti ed Hispanoromani.

## Aragona islamica

### La Conquista
Nel 711 un esercito musulmano proveniente dall'Africa attraversò lo stretto di Gibilterra e sbarcò in Spagna. Nel 714 entrò in Aragona, e dilagò nella valle dell'Ebro. La rapidità con cui avvenne la conquista della massima parte dell'Aragona (e dell'intera penisola) da parte degli Islamici ha aperto un dibattito storiografico che non può dirsi concluso neppure oggi.
Si è detto da più parti che la mancanza di una base etnica omogenea (germanici da una parte, hispano-romani dall'altra) non abbia giovato ad alimentare una resistenza valida da parte delle popolazioni autoctone. Questa tesi presta il fianco a molte, fondate critiche: al momento dell'invasione musulmana i Visigoti avevano già perso infatti da tempo i due principali elementi che contraddistinguono, o dovrebbero contraddistinguere una nazione: la propria lingua e la propria religione. In altre parole si erano romanizzati. Questa ipotesi di studio è ancor meno applicabile all'Aragona, data l'esiguità, come si è più volte accennato, della componente germanica sul territorio regionale.
Si è anche parlato della debolezza endemica della monarchia visigota, con le sue discordie interne e le sue faide familiari. Forse questa tesi è dotata di un maggiore fondamento rispetto alla precedente, ma se analizziamo quanto avveniva all'epoca in altre contrade dell'Europa romano-germanica, Gallia merovingia compresa, ci renderemo conto che l'instabilità politica non era radicata solo in terre hispaniche. Non possiamo comunque approfondire ulteriormente un dibattito così ampio in questa sede. Va però rilevato un fatto incontrovertibile: un pugno di conquistatori governò subito con la collaborazione e l'acquiescenza di gran parte della popolazione aragonese. Dove la resistenza si produsse con vigore, divenendo in breve insormontabile, fu nei Pirenei aragonesi. E fu grazie a questa resistenza che nacque fra le montagne pirenaiche una piccola entità politica che con i secoli si estese a tutta la Spagna nord-orientale e a parte del Mediterraneo: il Regno d'Aragona.

### L'Organizzazione territoriale e amministrativa
Fino alla caduta della dinastia Omayyade di Cordoba (1031) il territorio aragonese faceva quasi interamente parte della Marca estrema (Al-Tagr al-Aqsa) retta da un governatore generale, o wali, che normalmente risiedeva a Saragozza, Solo l'estrema parte sud-occidentale dell'attuale provincia di Teruel (Albarracín e la stessa Teruel) apparteneva alla Marca Media (al-Tagr al-Awsat), il cui wali aveva la sua corte a Toledo. Va rilevato che il wali svolgeva funzioni sia civili che militari. A lui facevano capo i vari governatorati locali, molti dei quali venivano nominati direttamente dall'Emiro, poi Califfo di Cordoba (secondo quanto riportato dal celebre storico arabo-andaluso Ahmad al-Razi). Fra i governatorati locali della Marca Estrema si segnalavano per importanza, oltre quello di Saragozza, sede del potere regionale, anche quelli di Huesca e Calatayud.
Con lo smembramento del Califfato degli Omayyadi, non solo il governatorato generale della Marca Estrema, ma anche gli altri Governati generali iberici, e non pochi governatorati locali, si costituirono in entità statuali completamente indipendenti da Córdoba, denominate Taife (o Regni di Taifa). La massima parte dell'Aragona islamica continuò ad appartenere all'ex-Marca Estrema passata a conformare, dopo il 1031, la Taifa di Saragozza (o Zaragoza o Saraqusta) mentre l'estremità sudoccidentale della regione, precedentemente amministrata dal Governatorato generale di Toledo, venne a costituire un'entità statuale sovrana: la Taifa di Albarracín. Nell'Aragona settentrionale pirenaica, si erano invece già costituite da tempo, come vedremo in seguito, le due contee cristiane di Aragona e di Ribagorza (con il territorio del Sobrarbe) che all'epoca dell'estinzione della dinastia omayyade erano ancora unite dinasticamente al Regno di Pamplona.

### Musulmani e Cristiani
A partire dalla metà dell'VIII secolo raggiunsero l'Aragona centrale e meridionale gruppi islamici procedenti sia dal sud ispanico che dalla penisola arabica e dall'Africa settentrionale. Erano per lo più famiglie di agricoltori oppure militari ritiratisi dal servizio attivo. Non è agevole determinare la consistenza numerica di questi immigrati di origine sia arabo-peninsulare (soprattutto yemenita) che berbera (nordafricana). Secondo Ibn Hazm i primi si erano trasferiti in massima parte nelle città (Saragozza, Calatayud e Daroca in particolare) mentre per quanto riguarda i berberi si stabilirono preferentemente nelle valli del Jalón, dell'Ebro e nella regione di Albarracín. Il Nord pirenaico restò completamente al di fuori da tali correnti migratorie.
La gran maggioranza della popolazione continuò comunque ad essere costituita da elementi autoctoni di origine hispano-romano-visigota che generalmente restarono legati alla religione cristiana (i cosiddetti Mozarabi). Le conversioni all'Islam furono tutt'altro che infrequenti e molte fra le grandi famiglie della classe dirigente musulmana del tempo erano di procedenza cristiano-aragonese: quella dei Banu Qasi, dei Banu Amrus, dei Banu Sabrit, fra le altre. I convertiti alla religione musulmana i cosiddetti Muladíes (dall'arabo muwallad) conservarono propri tratti distintivi di chiara derivazione hispano-gotico-romana, manifestando uno spirito di corpo che spesso si contrappose a quello dei dominatori arabi o berberi. A questo proposito va detto che ancora nell'XI secolo, tracce evidenti di tali contrapposizioni trovarono eco in alcuni cronisti del tempo (Ibn Hayyān ed Ibn Garsiya in particolare).

### Città e sviluppo urbano
La Marca Estrema di al-Ándalus fu caratterizzata da una rinascita pressoché generalizzata dei suoi centri urbani, che, dopo la grande floridezza di età romana, avevano conosciuto una decadenza più o meno accentuata durante il dominio visigoto. La città di Saragozza tornò ad imporsi come prima città della Regione, con i suoi 16 000 abitanti circa, seguita a una certa distanza da Huesca (7.600 abitanti), Calatayud e Barbastro. Tarazona invece, non riuscì a recuperare il rango che aveva in epoca imperiale, dal momento che le fu preferita, come sede amministrativa di zona, la città di Tudela (nell'attuale Navarra). Ai musulmani si deve la fondazione anche di molti centri minori, fra cui Daroca e Albarrcín (quest'ultima dipendente da Toledo). Si calcola che i toponimi urbani di origine araba costituiscano oltre l'11% del totale per le attuali province aragonesi di Saragozza e Teruel; per l'attuale provincia di Huesca la percentuale è invece di gran lunga inferiore (5,5% circa) data, come vedremo, la presenza nella parte settentrionale della provincia, di una contea, poi regno, cristiano non soggetto al dominio islamico.

### Economia e finanza
L'epoca islamica fu caratterizzata da un considerevole incremento delle attività agricole, dovuto in primo luogo, al perfezionamento delle tecniche di irrigazione e canalizzazione della rete idrica regionale che già in età romana avevano avuto un consistente sviluppo per poi decadere in età visigota. Secondo alcuni studiosi, anzi (fra cui il celebre Giménez Soler), il maggior merito degli invasori islamici fu quello di aver approfittato della precedente rete idrica romana, restaurandola dopo secoli di abbandono, per adattarla poi alle vecchie e nuove coltivazioni procedenti dal Nord Africa e dall'Oriente medio. Molti storici aragonesi, pur riconoscendo il debito contratto dai musulmani verso i romani, mettono in evidenza la profonda originalità di alcune opere di Ingegneria idraulica araba, fra cui quelle dell'acquedotto sotterraneo di Sádaba, o quelle a cielo aperto di Muel e di Longares. È del secolo IX e X la legislazione islamica (la celebre Xarea) sullo sfruttamento e il godimento delle acque, dal momento che queste vengono considerate patrimonio comune di tutti gli usufruttuari. Va infine ricordato che durante l'età islamica si sviluppò in Aragona, a livelli mai conosciuti in precedenza, l'allevamento ovino e caprino, che ancor oggi costituisce una fra le più importanti attività agropecuarie della Regione.
musulmano.

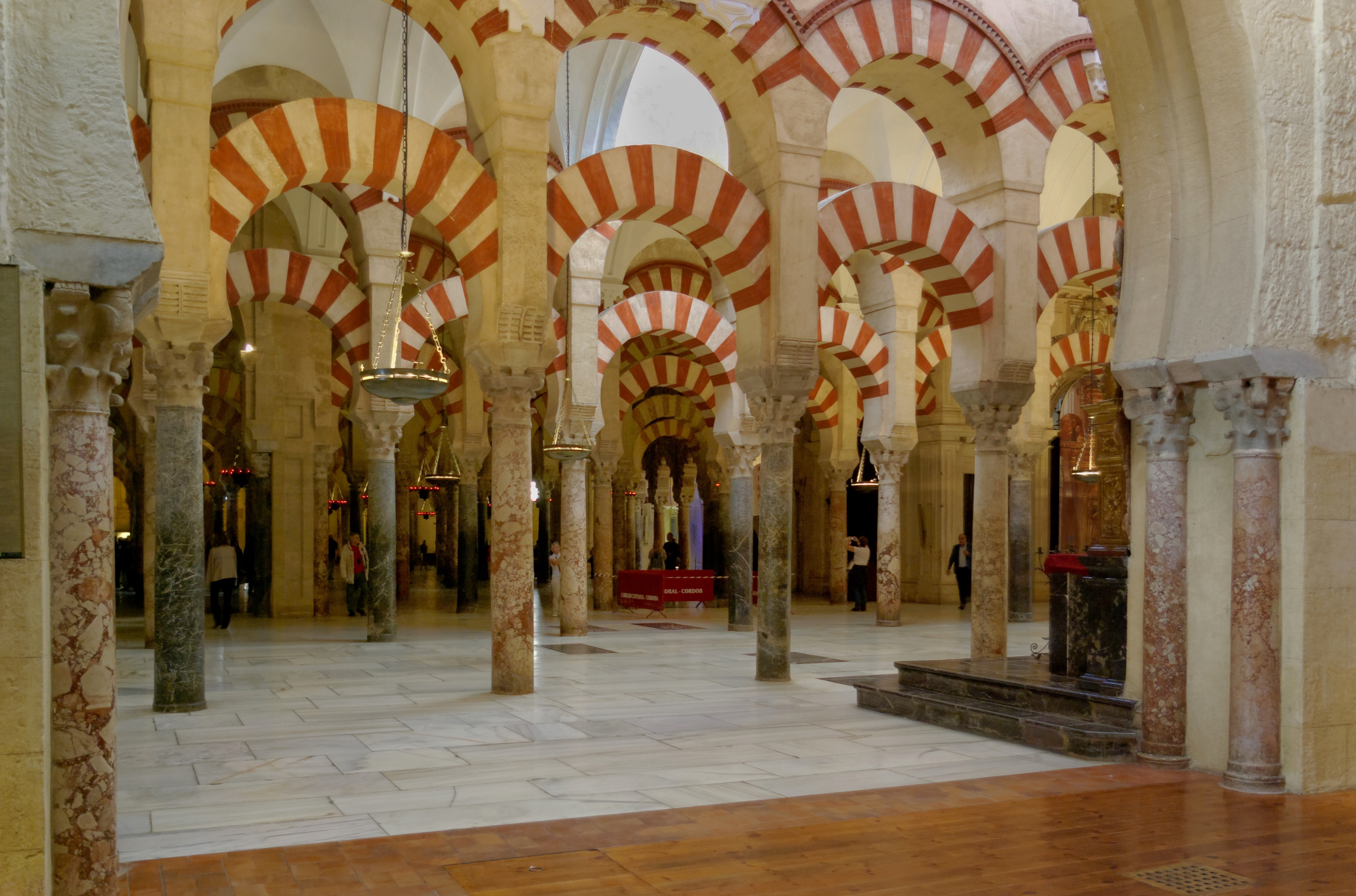
Cordova, l'interno della Grande Moschea. La città possedeva la principale zecca della Spagna Islamica

Per quanto riguarda l'industria va segnalato il grande sviluppo della concia delle pelli che ebbe in Saragozza il suo centro principale (una vivace descrizione di tale attività ci viene fatta dal cronista al-'Udrī nell'XI secolo). Anche l'industria tessile legata sia alla lavorazione della lana (Saragozza, Huesca), che del cotone (Saragozza e Calatayud) e del lino (Saragozza) ebbe una vasta diffusione in tutta la regione. Un certo sviluppo conobbe anche l'industria metallurgica e quella bellica (conosciute ed apprezzate le spade di Saragozza e gli elmi di Huesca). Ad alti livelli fu portata infine la ceramica (celebre la ceramica dorata di Calatayd), la cui prosperità sopravvisse, in taluni casi, alla riconquista cristiana (Muel).
Anche il commercio, in età musulmana, marciò di pari passo con l'abbondante e variata gamma di prodotti agricoli ed industriali consumati in loco o esportati nel sud peninsolare e nel Mediterraneo musulmano. Fra questi ultimi si segnalavano le ceramiche di Muel e quelle dorate di Calatayud (secondo una testimonianza del geografo e cronista arabo al-Idrīsī). Saragozza fu all'epoca il più importante emporio commerciale aragonese e il massimo nodo di comunicazioni della Marca Estrema, una città la cui ricchezza destava la cupidigia dei guerrieri cristiani del nord pirenaico, gente fiera e pronta a battersi fino alla morte per liberare la propria terra dall'invasore
Nella Marca estrema, venne utilizzato, durante quasi tutta l'epoca Omayyade, lo stesso tipo di moneta che nel resto dell'al-Andalus e cioè il dirham, che veniva generalmente coniato a Cordoba, a Toledo o a Valencia. Ancor prima della caduta della dinastia Omayyade però, si iniziarono a coniare monete a Saragozza (attorno al 1020). Con la caduta degli Omayyadi entrarono in funzione (subito dopo il 1040), anche le zecche di Calatayud e di Huesca.
Anche le monete coniate in Aragona dopo il 1020 continuarono a chiamarsi dirhams, ma con caratteristiche proprie e con una circolazione generalmente circoscritta alla Taifa di Saragozza ed alle Taife limitrofe, come quella di Albarracìn, che non possedeva una zecca propria. Ricordiamo che tale moneta poteva essere d'argento o d'oro e presentare un peso e un diametro variabili a seconda dell'epoca di coniazione.

### Cultura, arte e pensiero
Saragozza e, in misura minore, Huesca, furono i centri della cultura musulmana della Regione. Una cultura che iniziò a manifestarsi attorno alla metà del IX secolo, quando il processo di islamizzazione del paese aveva ormai coinvolto degli strati sempre più ampi di popolazione autoctona. Sono di quel periodo i primi trattati scientifici di matematica ed algebra, giuridici (fra cui il celebre al-Mudawanna) e letterari. Grande diffusione ebbe nella Regione una grammatica araba redatta da Yahyà al-Abayad e pubblicata a Saragozza (attorno all'880). Nei secoli successivi uscirono anche un certo numero di trattati di medicina, filosofia, religione, storia e geografia. Gran parte di questa produzione andò però perduta come una Storia di Huesca, curata da Mūsà Hārūn che noi conosciamo solo attraverso le citazioni di altri autori dell'epoca.
La narrativa (soprattutto romanzi brevi e racconti), trova forse il suo punto più alto nell'opera di al-Turtūsī, (Il Tortosino), nato, come indica il nome con cui è oggi conosciuto, nella città di Tortosa, ma vissuto nell'Aragona islamica attorno alla seconda metà dell'XI secolo. Nel suo capolavoro, il Sirāŷ al-mulūk (La lampada dei principi) raccolta di novelle ed aneddoti esemplari, sono riflessi i valori islamici del tempo, l'eroismo, la fedeltà verso gli amici, la solidarietà nei confronti dei poveri e dei reietti.

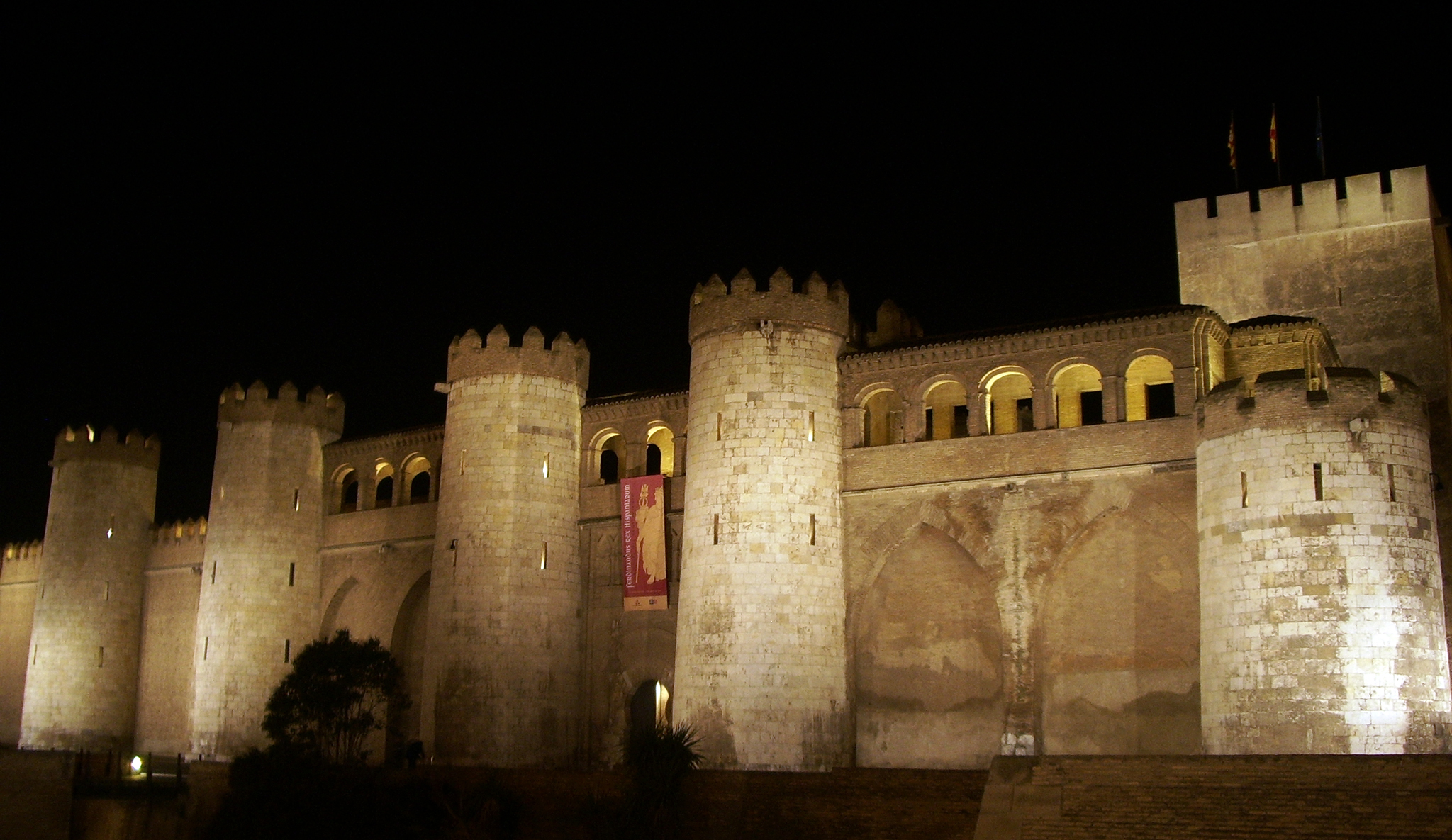
Castillo de la Aljafería, XI secolo

Anche la poesia fu ampiamente coltivata nella Saragozza islamica, che richiamò poeti da altre regioni di al-Andalus ed in particolare da Cordoba. Di questa città sono Qāsim B. Tābit e al-Ramādī, entrambi vissuti nel X secolo. Fra i poeti più propriamente islamico-aragonesi vanno citati Ahmad al-Ansārī, Sulaymān al-Qaysī e, il celebre Macellaio, così chiamato per l'attività lavorativa esercitata (primi decenni del XII secolo) autore di versi epici sulla storia di Saragozza e dei suoi governanti.
Capolavoro dell'architettura islamica in terra d'Aragona è l'Aljafería di Saragozza della seconda metà dell'XI secolo, ma ultimata solo nel primo decennio del secolo successivo, alla vigilia della riconquista cristiana della città (1118). Sede degli ultimi sovrani della Taifa resisi completamente indipendenti dal califfato omayyade dopo la sua definitiva caduta 1031, l'Aljafería fu utilizzata anche dal re d'Aragona Pietro IV il Cerimonioso e Fernando il Cattolico. Questo spiega come molti interni, specialmente quelli situati nel piano superiore (primo fra tutti la Sala del Trono) abbiano connotazioni ornamentali tipicamente rinascimentali Nonostante queste modifiche posteriori, la struttura del palazzo continua tuttavia a conservare una stretta parentela con i grandi edifici governativi di Córdoba e, più in generale, con l'architettura musulmana in terra hispanica.

## Formazione e sviluppo della Contea d'Aragona

### I Protettorati Franchi di Aragona e Ribagorza
I Musulmani non riuscirono mai a controllare le zone pirenaiche hispaniche, nelle quali, durante la prima metà del IX secolo iniziarono a formarsi dei raggruppamenti politici autonomi o semiautonomi (Contea di Ribagorza, Contea di Aragona e, successivamente, il Regno di Pamplona). La forte monarchia franca, baluardo dell'Europa cristiana ad occidente, così come Bisanzio lo era all'epoca di quella ad oriente, diede indubbiamente un forte impulso alla costituzione di tali entità statuali che con il tempo si sarebbero trasformati in veri e propri Regni. Il primo a costituirsi in terre aragonesi, non fu però il Regno d'Aragona, bensì la Marca di Ribagorza e Pallars, nell'estremità nord-orientale della Regione.
Fin dal primo decennio del IX secolo, i Conti Franchi di Tolosa, vassalli di Carlo Magno Imperatore, si erano spinti nel versante spagnolo pirenaico, offrendo protezione ai cristiani arroccati nelle terre del Ribagorza che avevano accolto fra le loro file numerosi fuggitivi cristiani procedenti dalla valle dell'Ebro e da altre contrade assoggettate al dominio musulmano. Tale politica era caldamente appoggiata dallo stesso Imperatore che voleva creare una serie di stati cuscinetto fra i suoi domini e quelli musulmani. Alcuni monasteri (Labaix, Alaón e Burgal, fanno atto di sottomissione ai Conti di Tolosa fin dall'806-807 e successivamente anche i castelli di Orrit e Sopeira (810 circa). Nell'839 viene menzionata per la prima volta l'intera marca di Ribagorza e Pallars non ancora però costituitasi in entità autonoma. Lo sarà soltanto nell'872, quando il conte Ramón I si renderà indipendente dai Conti di Tolosa, pur riconoscendosi vassallo dei re Franchi.
Dopo vari tentativi infruttuosi i Carolingi furono in grado, attorno all'830, di creare nell'Aragona nord-occidentale (non lontano dalle sorgenti del fiume Aragón), quello che i Conti di Tolosa erano riusciti a costituire una ventina d'anni prima nella Ribagorza, e cioè un'entità vassalla con a capo il nobile Galindo I Aznárez, figlio di un noto condottiero locale (Aznar Galindez I) distintosi al fianco dei Franchi nelle lotte che questi avevano sostenuto contro i Musulmani nei primi due decenni del IX secolo. Centro del potere di questo nuovo feudo carolingio erano le valli di Hecho e di Ansó. Era nato il primo nucleo della Contea, poi Regno, di Aragona.

### Annessione al Regno di Pamplona
A cavallo fra il IX e il X secolo il conte Galindo II Aznárez
ampliò i suoi domini estendendoli fino al Canal de Berdún e all'alta Valle del Gállego. Il matrimonio di sua figlia, Tota Galindona, con Bernardo Unifredo, figlio del Conte di Ribagorza-Pallars Ramiro I, permise a Galindo II Aznarez di raggiungere un accordo con il consuocero assoggettando molte delle terre poste fra i suoi domini e la Ribagorza. A questo punto il re di Pamplona, Sancho I Garcés, intervenne, temendo un'unione fra le due contee, e attorno al 920-922 occupò l'intera Contea di Aragona. Il conte Galindo fu costretto a dare in moglie un'altra sua figlia, Andregota, al primogenito del suo rivale, l'erede al trono García I Sánchez che, alla morte del suocero, assoggettò anche l'Aragona. García pretese infatti da suo cognato Gutíscolo un vero e proprio atto di sottomissione, preludio di quella che pochi anni più tardi si sarebbe configurata come una vera e propria annessione dell'Aragona al Regno di Pamplona e che ebbe luogo nel 958, alla morte dell'ultimo discendente di Galindo, il conte Fortuño.
A differenza di quella d'Aragona, la Contea di Ribagorza conservò la propria indipendenza riuscendo anzi ad estendersi ulteriormente verso ovest, in alcune zone del Sobrarbe. Attorno al 920, per volere del conte Bernardo, il Pallars fu smembrato dallo Stato ribagozano per venire assegnato ad uno dei suoi figli, Isarno. Inseritosi nell'orbita delle contee catalane (Urgell, Barcelona), il Pallars entrò a far parte della Corona d'Aragona solo nella prima metà del XII secolo. Nella Ribagorza furono eretti in questo periodo (X secolo) una quindicina di castelli (Castejón de Sos, Suert, Roda de Isábena, ecc.) a difesa delle nuove frontiere. Nel 956 il conte Odesindo riusciva finalmente ad ottenere da Roma la costituzione sui suoi territori di un vescovato, con sede a Róda de Isabena. Tale Diocesi dette un particolare impulso, nei decenni successivi, al consolidamento della presenza cristiana sul territorio attraverso l'erezione di nuovi monasteri (Urmella, Benasque, San Miguel ecc.). Pertanto, mentre la Contea di Aragona era entrata, in quegli anni, in uno dei periodi più oscuri della sua Storia, lo Stato ribagorzano stava invece vivendo, nella seconda metà del X secolo, un'epoca di pace e di diffusa prosperità.

## Formazione e sviluppo del Regno d'Aragona

### Da Contee a Regno

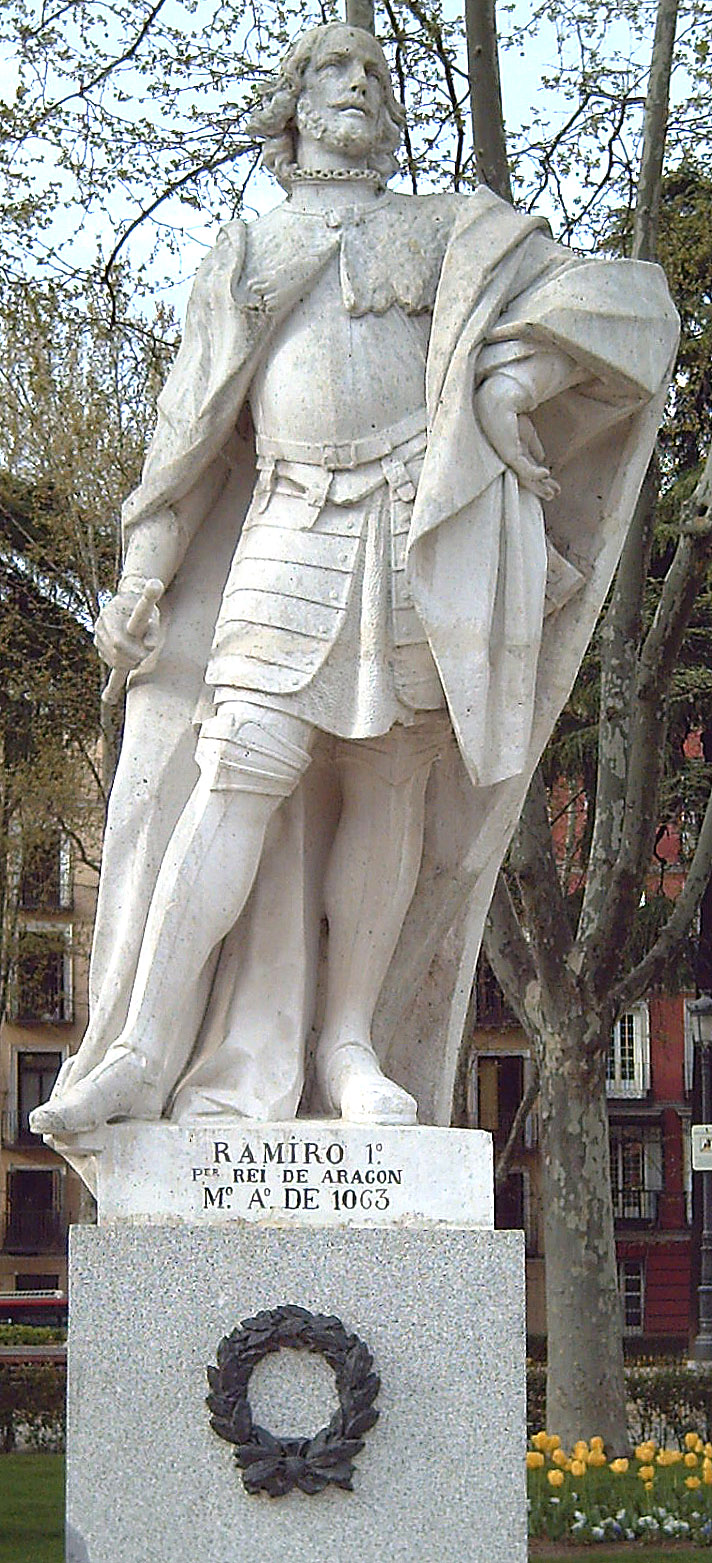
Statua di Ramiro I, primo re d'Aragona (scolpita a Madrid da Luis Salvador Carmona)

Agli albori dell'XI secolo la Contea di Ribagorza fu invasa dai Musulmani. In pochi mesi, a cavallo fra il 1006 ed il 1007 la parte meridionale del piccolo Stato fu occupato ed i suoi abitanti costretti ad assoggettarsi al potere islamico ed alle sue leggi. Lo stesso vescovo Aimerico venne fatto prigioniero e liberato solo in seguito al pagamento di un cospicuo riscatto. Alcuni monasteri vennero abbandonati e saccheggiati dagli invasori. Il re di Pamplona Sancho III Garcés di Navarra il Grande, che ancora teneva assoggettata la contea di Aragona, approfittò della situazione per entrare con le sue truppe nel Sobrarbe, territorio lungamente conteso fra le contee di Aragona, Ribagorza e la Marca Estrema islamica, per annetterlo (1015-1017). Qualche anno più tardi anche la Contea di Ribagorza fu definitivamente incorporata ai suoi domini (1020-1025) ed unita al Sobrarbe. La morte di Sancho III avvenuta nel 1035, ebbe però una conseguenza imprevista: l'unione dinastica delle due contee di Aragona e Ribagorza (con il Sobrarbe) e la separazione di entrambe dal Regno di Pamplona. Sancho III, nel 1030 circa, aveva infatti provveduto ad investire i due figli minori Ramiro I e Gonzalo rispettivamente della contea di Aragona, (che per volontà reale si sarebbe convertita in Regno alla sua morte) e di quella di Ribagorza e Sobrarbe. La morte improvvisa di Gonzalo, assassinato in circostanze oscure nel 1045, indusse i signori del Ribagorza e Sobrarbe, con l'appoggio dello stesso vescovo di Roda, ad offrire il feudo al re Ramiro I, divenuto fin dal 1035 Re d'Aragona, e suggellando in tal modo la definitiva unione dinastica fra le due entità statuali.

### Gli Inizi della Riconquista cristiana
In seguito alla caduta della dinastia Omayyade, in Aragona si costituì un vero e proprio principato indipendente (Taifa) sotto la dinastia dei Banū-Hud (1038-1048). Nel 1048 il trono andò a Yūsuf al-Muzaffar che lo detenne fino al 1063. In questo periodo i vari governatorati musulmani iniziarono a rendersi sempre più indipendenti da Saragozza e a conservare con Yūsuf vincoli di sudditanza puramente nominali. Il recentemente costituito Regno di Aragona approfittò di questa situazione fluida per intraprendere una vera e propria riconquista non solo dei territori della Ribagorza-Pallars caduti in mano musulmana qualche decennio prima, ma anche di quelli profondamente islamizzati situati in Aragona centrale.
Va subito detto che l'esigua base territoriale e demografica delle due regioni (Aragona e Ribagorza-Sobrarbe), che costituivano il Regno non lasciava in assoluto prevedere il favorevole sviluppo della riconquista che, iniziata attorno alla metà dell'XI secolo, si concluse nel 1170 con la capitolazione dell'ultimo baluardo moro in terra aragonese: Albarracín. Certo, aiuti vi furono da parte di alcuni stati cristiani del tempo (Regno di Francia, Navarra, Contea di Barcellona ecc.), ma anche la Taifa di Saragozza ricevette armi e uomini dal sud peninsulare, soprattutto dopo il 1110, quando la città cacciò il suo ultimo sovrano indipendente, Imād al-Dawla, e si incorporò nello Stato Almoravide appena costituito.
Fra il 1048 ed il 1063 non solo vennero recuperati i territori della Ribagorza, persi, come si è già detto nel 1007-1008, ma si costrinse Yūsuf al-Muzaffar a pagare un tributo annuo a Ramiro I di Aragona. Nel 1064 le armi cristiane espugnarono l'importante piazzaforte di Barbastro: la città venne saccheggiata e la popolazione musulmana presente fu, in gran parte, massacrata. La capitolazione di Barbastro segnò l'inizio di una lunga scia di sangue, e di morte, che sia da parte cristiana che da parte mora contraddistinse questo cruciale periodo della Storia d'Aragona e di Spagna che va sotto il nome di Riconquista.
Barbastro venne riconquistata dai Mori l'anno successivo (1065), ma i cristiani dilagarono nel prepireneo, attestandosi quasi alle porte delle città di Graus e Huesca. La morte di Ramiro I (1069) frenò per alcuni anni gli ardori espansionistici del regno d'Aragona. Anche Sancho Ramirez, succeduto a suo padre, fu un lottatore, ma dovette provvedere a consolidare il suo potere all'interno del Regno e a rimpinguare le casse vuote dello Stato. Nel 1068, con suo padre ancora in vita, si era recato a Roma per fare atto di sottomissione al Papa e dichiararsi suo vassallo. Da quel momento, e per quasi cinquecento anni, iniziò ad essere corrisposto al successore di San Pietro, da parte del Re d'Aragona, un tributo periodico (nominale) per riaffermare i propri rapporti di sudditanza nei confronti della Chiesa di Roma ed un vincolo feudale foriero di benefici futuri. Benefici che nei secoli successivi si chiameranno Sicilia, Sardegna e Corsica.
La guerra riprese negli anni ottanta del secolo: nel 1083 cadde Graus, centro strategicamente importante per il controllo del pre-pireneo aragonese, e, finalmente, nel 1096 venne espugnata Huesca, seconda città della Taifa per importanza (subito dopo Saragozza) e chiave di accesso alla valle dell'Ebro. Il secolo si chiuse con la definitiva riconquista di Barbastro (1100) divenuta nel frattempo una delle piazzeforti meglio difese dell'Aragona musulmana, e giudicata imprendibile da un cronista del tempo.

### Alfonso I e la riconquista
Con l'ascesa al potere di Alfonso I El Batallador la Riconquista ricevette un impulso decisivo. Durante i trent'anni del suo regno (1104-1134) vennero strappati ai Musulmani ben 18197 km² di territorio, (pari a circa un terzo dell'attuale Aragona) corrispondenti alla parte più popolata ed economicamente attiva della Taifa. Figlio di Sancho Ramirez e della nobildonna francese Felicia de Roussy, Alfonso ebbe la possibilità di arruolare truppe al nord dei Pirenei, in Aquitania in particolare. Ejea de los Caballeros e Tauste caddero nel 1105, Tamarite de Litera nel 1107. Con la battaglia di Valtierra (24 gennaio 1110) la cavalleria cristiana fece strage dell'esercito musulmano che pur si batté con valore: le porte di Saragozza sembrarono aprirsi al vincitore. Ma la disperazione operò il miracolo: quattro mesi più tardi la popolazione della capitale della Taifa depose il suo sovrano legittimo, Abd al-Malik, e consegnò Saragozza agli Almoravidi che occuparono la città (31 maggio 1110) e l'Aragona ancora islamica. Truppe fresche affluirono dalle altre regioni di al-Andalus. Alfonso preferì non sferrare l'attacco decisivo ed attendere.
L'offensiva riprese solo sette anni più tardi, nel 1117, con la conquista di Morella (oggi nella Comunità Valenciana). Nell'anno successivo, Alfonso I, alla testa di un numeroso esercito aragonese integrato da truppe catalane, navarre e francesi si spinse fino a Saragozza, cingendola d'assedio. Il 18 dicembre 1118 la capitale della Taifa venne espugnata. Con Saragozza, crollò tutto il fronte musulmano dell'Ebro: Tudela cadde due mesi dopo (1119) e alla fine di quello stesso anno vennero riconquistate da Alfonso I Tarazona e Borja. Nel 1120 la vittoria di Cutanda aprì le porte ai cristiani di Calatayud e Daroca, due importanti città fortificate islamiche. Verso sud Belchite e Monreal del Campo vennero riconquistate fra il 1122 e il 1124. Cella e Molina de Aragón si arresero al re aragonese rispettivamente nel 1126 e 1127. Mequinenza fu l'ultimo grande successo del Batallador (1133). All'indomani della morte del gran re, i cristiani vennero però sconfitti da un esercito islamico alle porte di Fraga (17 luglio del 1134) e la spinta riconquistatrice si arrestava nuovamente. Sarebbe ripresa con maggior vigore negli ultimi decenni del XII e agli inizi del XIII secolo, portando alla liberazione dal giogo musulmano di Albarracín (1184), Ademuz (1210), e infine Rubielos de Mora (1223). Con l'incorporazione di quest'ultima piazzaforte islamica, la Reconquista dell'Aragona poteva considerarsi conclusa.

## La Corona d'Aragona

### Nascita della Corona
Nel 1163 si verificò un avvenimento di capitale importanza per la storia dell'Aragona: il re d'Aragona Alfonso II, ereditò da sua madre, Petronilla, la contea di Barcellona. Da tale momento, e fino al 1707-1716 l'Aragona diede vita a una entità statuale, conosciuta come Corona d'Aragona, che comprendeva oltre all'attuale, ed omonima, regione amministrativa e la Catalogna, anche le Isole Baleari (dal XIII secolo), il Regno di Valencia (Dal XIII secolo), l'attuale Linguadoca (perso nel XIII secolo), il Regno di Sicilia (acquisito nel 1282), il Regno di Sardegna (dal XIV secolo) ed il Regno di Napoli (dalla prima metà del XV secolo). Anche il ducato greco di Atene e Neopatria, fu, per lungo tempo, uno Stato vassallo gestito prima dai re del ramo aragonese di Sicilia con l'appoggio della compagnia di ventura degli Almogàver, poi direttamente dai monarchi d'Aragona. Questi ultimi si fregiarono anche, a partire dal 1297, del titolo di re di Corsica conferito loro da papa Bonifacio VIII, sebbene non sarebbero mai riusciti a prendere l'effettivo possesso dell'isola.

### Una Federazione plurinazionale
Il vero cuore di questa Corona fu, fino agli inizi del XIII secolo, l'Aragona, ma successivamente il baricentro del Regno si spostò prima in Catalogna (Barcellona), poi a Valencia (a cavallo fra il XIV ed il XV secolo), ed infine, durante il regno di Alfonso il Magnanimo (1416-1458), a Napoli. Gli Stati appartenenti alla Corona di Aragona venivano governati nel rispetto delle rispettive costituzioni, generalmente tutelate da parlamenti locali. Era un sistema di governo molto avanzato per l'epoca e precorritore del moderno federalismo. La corona di Aragona si configurò, soprattutto fra il XIII ed il XV secolo, come un vero e proprio Impero mediterraneo, che rivaleggiava con le potenti città-stato italiane del tempo (Venezia e Genova in particolare), con la monarchia castigliana, con quella francese e con Bisanzio.
La Corona aragonese, multietnica e plurilingue, ebbe, per lungo tempo, una classe dirigente di cultura ed idioma predominantemente catalani. A questo proposito va ricordato che il celebre trattato concernente la legislazione marittima catalano-aragonese, che imponeva le sue regole ferree a buona parte del Mediterraneo fu redatto in catalano (Llibre del Consolat del Mar). Con l'avvento al potere della dinastia dei Trastámara (1412) la corona di Aragona iniziò gradualmente a castiglianizzarsi.

### Unione dinastica con il Regno di Castiglia
Nel 1479, si realizzò l'unione dinastica fra Castiglia ed Aragona, suggellata dal matrimonio di Ferdinando II d'Aragona ed Isabella I di Castiglia. Fu questo il punto di partenza di un processo che avrebbe portato, dopo l'incorporazione dell'Andalusia musulmana (1492) e della Navarra (1512) alla creazione di uno Stato spagnolo propriamente detto. Fino agli inizi del Settecento tuttavia, la Corona d'Aragona, seppur unita sotto un profilo dinastico al Regno di Castiglia, continuò a costituire un'entità statuale autonoma, con propri parlamenti, proprie normative, e propri organi giurisdizionali.

### Integrazione nello Stato spagnolo
Fu solo con l'emanazione dei Decreti di Nueva Planta (1707-1716) che la Corona d'Aragona cessò di esistere come entità statuale autonoma, integrandosi con il Regno di Castiglia in uno Stato propriamente spagnolo. Tali decreti segnarono il definitivo tramonto di un Regno che per sei secoli era stato uno dei grandi protagonisti della storia dell'Europa.

### Autori classici e medievali
- Tito Livio, Ab Urbe Condita
- Strabone, ΓΕΩΓΡΑΦΙΚΑ (Geografia)
- Al Turtūšī El libro de las novedades y de las inovaciones, traduz. dall'arabo di M. Fierro, Madrid 1993

### Autori contemporanei
- Ron Barkay, Cristianos y Musulmanes en la España medieval, 2ª ed. Madrid 1990
- Antonio Beltrán Martínez (a cura di), AA.VV., Historia de Aragón, Saragozza, Guara, 1985
- Eloy Fernández Clemente (a cura di), Francisco marco Simón, Carlos Laliena Corbera, Eliseo Serrano Martín y Pedro Rújula Historia de Aragón, Madrid, La Esfera de los Libros, S.L., 2008
- José María Lacarra de Miguel, Aragón en el pasado, Madrid, Espasa-Calpe, 1972
- Vincent Lagardière, Campagnes et paysans d'al-Andalus, Parigi 1993
- Ramón Menendez Pidal (diretta da), Historia de España vol. III, España visigoda II, Madrid 1991
- Ramón Menendez Pidal (diretta da), Historia de España vol. III, España visigoda III, Madrid 1992
- Basilio Pavón, Ciudades hispano-musulmanas, Madrid 1992
- Angel Sesma Muñoz, Aragón Medieval, sta in AA.VV., Aragón en su historia, Saragozza, CAI, 1980
- Agustín Ubeto Artieta, Historia de Aragón en la Edad Media. Bibliografía para su estudio, Saragozza, Anubar, 1980
- Antonio Ubeto Arteta, Historia de Aragón - La Formaciòn territorial, Saragozza, Anubar, 1981
- Juan Fernando Utrilla Utrilla e Salvador Claramunt, La génesis de la Corona de Aragón (Desde la invasión almorávide hasta la muerte de Ramón Berenguer IV), Barcellona-Saragozza, Editorial Aragó, 1989
- María Jesús Viguera Molins, El Islam en Aragón, Saragozza 1995